# Last Order: Final Fantasy VII
 (octobre 2019).
Si vous disposez d'ouvrages ou d'articles de référence ou si vous connaissez des sites web de qualité traitant du thème abordé ici, merci de compléter l'article en donnant les références utiles à sa vérifiabilité et en les liant à la section « Notes et références ».
Pour plus de détails, voir Fiche technique et Distribution.
Last Order: Final Fantasy VII (ラストオーダー -ファイナルファンタジーVII-, Rasuto Ōdā -Fainaru Fantajī Sebun-) est un film sorti fin 2005 dont l'intrigue se situe chronologiquement avant le jeu Final Fantasy VII.
Cet OAV n'a dans un premier temps été disponible qu'au sein de l'édition limitée collector japonaise (Zone 2) de Final Fantasy VII: Advent Children. Contrairement au film principal, Last Order est réalisé entièrement en animation traditionnelle (dessins-animés) et non en images de synthèse.
En juin 2006 a été édité en France et partout dans le monde le film Final Fantasy VII: Advent Children, mais l'OAV Last Order ne figurait dans aucune des éditions occidentales. L'édition collector de Final Fantasy VII: Advent Children étant épuisée, il n'existait plus aucun support où se procurer officiellement cet OAV jusqu'à ce qu'en décembre 2007 un coffret collector limité et numéroté du film Final Fantasy VII: Advent Children sorte en France. Il comprend l'OAV en version originale sous-titrée en français. 

## Histoire
À la suite du massacre de Nibelheim par Sephiroth, Zack et Cloud tentent de fuir les forces de la Shinra et les Turks afin de rentrer à Midgar. Leur fuite est entrecoupée de flash-backs autour des événements ayant eu lieu à Nibelheim.

## Fiche technique
- Titre original : ラストオーダー ファイナルファンタジーVII
- Titre français : Last Order: Final Fantasy VII
- Réalisation : Morio Asaka
  - Assistant réalisateur : Hiroyuki Tanaka
  - Superviseur : Tetsuya Nomura
- Scénario : Kazuhiko Inukai, sur une histoire originale de Morio Asaka, basé sur une histoire de Kazushige Nojima
- Musique : Takeharu Ishimoto
- Direction artistique : Hidetoshi Kaneko
- Animation : Kunio Katsuki, Fumie Muroi
- Photographie : Yukihiro Matsumoto
- Character designer : Hisashi Abe, basé sur des personnages de Tetsuya Nomura
- Production : Jungo Maruta, Masao Maruyama, Akio Ofuji
  - Producteurs exécutifs : Shinji Hashimoto, Yoshinori Kitase, Yoichi Wada
- Sociétés de distribution : Madhouse, Square Enix
- Pays d'origine :  Japon
- Langue : japonais

## Distribution
| Personnage      | Voix japonaise     |
| --------------- | ------------------ |
| Zack Fair       | Ken'ichi Suzumura  |
| Cloud Strife    | Takahiro Sakurai   |
| Sephiroth       | Toshiyuki Morikawa |
| Tifa Lockheart  | Ayumi Itō          |
| Zangan          | Hiroshi Fujioka    |
| Tseng           | Junichi Suwabe     |
| Reno            | Keiji Fujiwara     |
| Rude            | Taiten Kusunoki    |
| Professeur Hojo | Nachi Nozawa       |
| Soldat Shinra 1 | Atsushi Imaruoka   |
| Soldat Shinra 2 | Daisuke Kirii      |
| Soldat Shinra 3 | Keiji Okuda        |
| Turk 1          | Daisuke Namikawa   |
| Turk 2          | Ginpei Sato        |
| Turk 3          | Mayuko Aoki        |
| Turk 4          | Megumi Toyoguchi   |
| Vieil homme     | Katsuhisa Hôki     |
| Commandant      | Ryuji Mizuno       |
| Villageois      | Yohei Tadano       |

## Continuité
Bien que celui-ci reprenne des éléments présentés dans les jeux Final Fantasy VII et Crisis Core: Final Fantasy VII, certains détails ont été modifiés, sans justification valable : 
- Dans Final Fantasy VII, le père de Tifa est trouvé mort par sa fille dans le réacteur. L'OAV montre cette scène à l'extérieur du réacteur.
- Alors que dans les jeux, c'est Cloud qui jette Sephiroth dans les tréfonds du réacteur Mako, dans l'OAV, Sephiroth y saute de lui-même.
- Zack semble mourir d'un soldat d'infanterie de la ShinRa posté en sniper alors que dans Crisis Core, Zack se bat contre des centaines de soldats d'infanterie. Cependant, on entend le son de la voix de Zack (après le tir du sniper) qui lui intime l'ordre de fuir ce qui peut signifier que le combat conduisant à sa mort se déroule après la fin de l'OAV.

À la sortie d'Advent Children Complete, Last Order ne ressortira pas en version refaite du fait que le jeu Crisis Core a supplanté l'OAV.